# Ливриваям
Ливриваям (Левый Ливриваям) — река на северо-западе полуострова Камчатка в России.
Длина реки — 17 км (от истока Левого Ливриваяма). Протекает по территории Карагинского района Камчатского края. Впадает в Пенжинскую губу Охотского моря. Основной приток — Правый Ливриваям.
Вблизи устья находится метеостанция при бывшем рыбацком посёлке Чемурнаут.
Гидроним имеет корякское происхождение, однако его точное значение не установлено.

## Данные водного реестра
По данным государственного водного реестра России относится к Анадыро-Колымскому бассейновому округу. Код водного объекта — 19080000112120000038581.